# Saint-Omer-en-Chaussée
Saint-Omer-en-Chaussée – miejscowość i gmina we Francji, w regionie Hauts-de-France, w departamencie Oise. Nazwa miejscowości pochodzi od imienia św. Otmara (Audomara, Odmara, Omera).
Według danych na rok 1990 gminę zamieszkiwały 1092 osoby, a gęstość zaludnienia wynosiła 106 osób/km² (wśród 2293 gmin Pikardii Saint-Omer-en-Chaussée plasuje się na 265. miejscu pod względem liczby ludności, natomiast pod względem powierzchni na miejscu 433.).